# Heinz Zerres
Heinz Zerres (* 20. Juni 1947 in Landshut) ist ein ehemaliger deutscher Eishockeyspieler und -trainer. Als Stürmer war er unter anderem für den EV Landshut, Mannheimer ERC, Augsburger EV und ESV Kaufbeuren in der Bundesliga aktiv. Als Trainer war er unter anderem für die Bundesligisten Berliner Schlittschuhclub, ECD Iserlohn und EHC Essen-West tätig.

## Karriere
Heinz Zerres durchlief als Nachwuchsspieler alle Jugendteams des EV Landshut. Sein Debüt im Seniorenbereich gab er in der Saison 1962/63 an der Seite des gleichaltrigen Alois Schloder in der späteren Bundesliga-Aufstiegsmannschaft. Vier weitere Jahre war er anschließend für seinen Heimatverein in der höchsten deutschen Spielklasse aktiv. Im Jahr 1967 wollte er zum Ligakonkurrenten Mannheimer ERC wechseln, erhielt jedoch keine Freigabe und verpasste die Spielzeit 1967/68 daher infolge einer Sperre. Ab 1968 spielte der Angreifer dann tatsächlich für den MERC und blieb der Mannschaft auch nach dem Oberliga-Abstieg im Jahr 1971 erhalten. Es folgten ab 1972 zwei Jahre beim Augsburger EV und ab 1974 zwei Spielzeiten beim ESV Kaufbeuren, mit dem er im Jahr 1975 in die 2. Bundesliga abstieg. Nachdem das Team dort im Folgejahr den zweiten Platz belegt hatte, beendete Zerres seine aktive Karriere.

### Trainerlaufbahn
An seine Spielerlaufbahn schloss sich eine Karriere als Trainer an, die in den 1970er Jahren beim TSV Königsbrunn begann. Mit dem Verein stieg Zerres zunächst in die Regionalliga und dann in die Oberliga auf. Durch die Erfolge wurde er auch für höherklassige Mannschaften interessant. Er trainierte zwei Jahre lang die SG Nürnberg und anschließend für eine Saison den EHC 70 München, mit dem er in die Bundesliga aufstieg. Daraufhin wurde er vom Berliner Schlittschuhclub verpflichtet, kehrte aber schon ein Jahr später zu den zwischenzeitlich wieder abgestiegenen Münchenern zurück. Ab 1982 betreute er den Zweitligisten EC Bad Tölz, den er nach rund eineinhalb Jahren wieder verließ. In der Saison 1983/84 trat er beim ECD Iserlohn die Nachfolge von Gerhard Kießling an und bewahrte das Team vor dem Abstieg aus der Bundesliga.
Nach einer kurzen Periode beim EHC Essen-West kam Zerres im Februar 1985 zum Augsburger EV. In der Spielzeit 1985/86 gewann seine Mannschaft in der Hauptrunde der 2. Bundesliga die ersten 30 Spiele am Stück, verpasste durch den verlorenen direkten Vergleich gegen den SC Riessersee in der Relegation aber den Bundesliga-Aufstieg. Im Dezember 1986 wurde er entlassen. Von 1987 bis 1989 trainierte er den 1. EHC Hamburg aus der Oberliga, bevor er eine längere Pause einlegte.
Mit Ausnahme einer kurzen Station beim ERC Selb in der Saison 1998/99 war Zerres erst ab 2004 wieder regelmäßig als Trainer aktiv, allerdings nur noch im unterklassigen Bereich. Er betreute den EV Pegnitz (2004–2005), EHC Waldkraiburg (2006–2008), TEV Miesbach (2008–2009), EHC Stiftland Mitterteich (2012–2014), EV Aich (2014–2016), die Black Bears Freising (2017–2018), den EHC Bad Aibling (2018–2019) und ESV Gebensbach (2020–2024). Erfolge feierte er in dieser Zeit mit dem EHC Waldkraiburg als Bayernliga-Meister 2008 und beim EHC Stiftland Mitterteich, mit dem er im Jahr 2013 in die Bayernliga aufstieg.

## Erfolge und Auszeichnungen
- 1963 Meister der Oberliga und Aufstieg in die Bundesliga mit dem EV Landshut

### Als Trainer
- 1980 Aufstieg in die Bundesliga mit dem EHC 70 München
- 1986 Meister der 2. Bundesliga Süd mit dem Augsburger EV
- 2008 Meister der Bayernliga mit dem EHC Waldkraiburg
- 2013 Aufstieg in die Bayernliga mit dem EHC Stiftland Mitterteich

## Karrierestatistik
(Legende zur Spielerstatistik: Sp oder GP = absolvierte Spiele; T oder G = erzielte Tore; V oder A = erzielte Assists; Pkt oder Pts = erzielte Scorerpunkte; SM oder PIM = erhaltene Strafminuten; +/− = Plus/Minus-Bilanz; PP = erzielte Überzahltore; SH = erzielte Unterzahltore; GW = erzielte Siegtore; 1 Play-downs/Relegation; Kursiv: Statistik nicht vollständig)